# Bangunrejo (Sukorejo)
Bangunrejo is een bestuurslaag in het regentschap Ponorogo van de provincie Oost-Java, Indonesië. Bangunrejo telt 4809 inwoners (volkstelling 2010).